# Strykjärnet

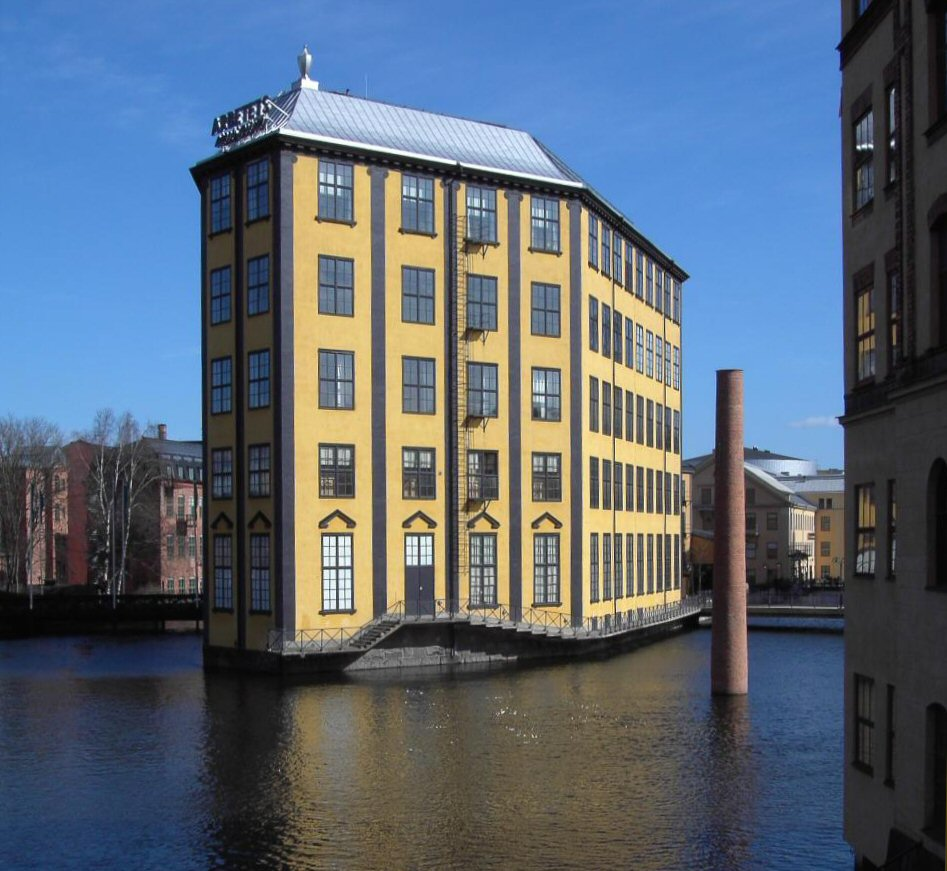
Strykjärnet au milieu du fleuve Motala.

Strykjärnet (Le fer à repasser en suédois) est un bâtiment industriel situé au centre de Norrköping en Suède. Il est construit sur une île au milieu du fleuve Motala.
Le sculpteur suédois Carl Milles l'a qualifié de « plus beau bâtiment industriel de Suède. »

## Caractéristiques
Strykjärnet a été construit dans les années 1916-1917 en béton armé par l'architecte Folke Bensow, et appartient au style classique nordique. Depuis 1991, il est classé comme monument historique (byggnadsminne). Son nom est lié à sa forme inhabituelle qui rappelle celle d'un fer à repasser. Ceci est dû au fait qu'il est construit sur une île du nom de Laxholmen dont les rives suivent celles du fleuve Motala. Dans la mesure où il ne restait que peu d'espace constructible autour du fleuve, on a cherché à maximaliser l'utilisation de l'espace sur l'île. C'est ainsi que le bâtiment a hérité d'une forme heptagonale. Avant sa construction, se trouvaient sur l'île des petites bâtisses en bois.

## Historique
Strykjärnet a été construit pour l'entreprise Holmens Bruk qui fait aujourd'hui partie du groupe Holmen. À l'origine, le bâtiment est une usine textile. Jusqu'en 1934, l'activité se limite au tissage, puis elle s'étend à d'autres métiers de la filière. Avec la crise du textile des années 1960, l'activité décline. En 1964, la compagnie Holmens Bruk abandonne la production de textiles en coton, et en 1970 les derniers vestiges de la filière lainière disparaissent. Les anciennes usines textiles sont laissées à l'abandon. Au cours des années 1980, le quartier est réhabilité et de nouvelles entreprises s'y installent. Depuis 1991, Strykjärnet abrite un musée du travail (Arbetets museum) et appartient à une fondation privée.

## Sources
- (sv) Cet article est partiellement ou en totalité issu de l’article de Wikipédia en suédois intitulé « Strykjärnet » (voir la liste des auteurs).